# USM International 2018
Die USM International 2018 als offene internationale Meisterschaften von Indonesien im Badminton fanden vom 10. bis zum 15. April 2018 in Semarang statt.

## Sieger und Platzierte
| Disziplin    | Gold                            | Silber                       | Bronze                                      |
| ------------ | ------------------------------- | ---------------------------- | ------------------------------------------- |
| Herreneinzel | Shesar Hiren Rhustavito         | Sony Dwi Kuncoro             | Vega Vio Nirwanda                           |
| Herreneinzel | Shesar Hiren Rhustavito         | Sony Dwi Kuncoro             | Krishna Adi Nugraha                         |
| Dameneinzel  | Aurum Oktavia Winata            | Supanida Katethong           | Maharani Sekar Batari                       |
| Dameneinzel  | Aurum Oktavia Winata            | Supanida Katethong           | Ni Made Pranita Sulistya Devi               |
| Herrendoppel | Rian Swastedian Amri Syahnawi   | Irfan Fadhilah Markis Kido   | Adnan Maulana Ferdian Mahardika Ranialdy    |
| Herrendoppel | Rian Swastedian Amri Syahnawi   | Irfan Fadhilah Markis Kido   | Calvin Kristanto Giovani Dicky Oktavan      |
| Damendoppel  | Shella Devi Aulia Pia Zebadiah  | Lim Chiew Sien Tan Sueh Jeou | Maretha Dea Giovani Nisak Puji Lestari      |
| Damendoppel  | Shella Devi Aulia Pia Zebadiah  | Lim Chiew Sien Tan Sueh Jeou | Monika Insani Tiara Rosalia Nuraidah        |
| Mixed        | Amri Syahnawi Shella Devi Aulia | Irfan Fadhilah Pia Zebadiah  | Muhammad Fachrikar Brigita Marcelia Rumambi |
| Mixed        | Amri Syahnawi Shella Devi Aulia | Irfan Fadhilah Pia Zebadiah  | Ricky Widianto Masita Mahmudin              |